# Lex Schwarzenberg
Lex Schwarzenberg je neformální název zákona č. 143/1947 Sb., o převodu vlastnictví majetku hlubocké větve Schwarzenbergů na zemi Českou. V československých právních dějinách se jedná o výjimečný případ zákona namířeného proti jedinému občanovi státu. 

## Vznik zákona
Zákon navrhl 22. února 1947 poslanec Ústavodárného Národního shromáždění republiky Československé za Československou sociální demokracii Blažej Vilím a vydán byl ve Sbírce zákonů 13. srpna 1947.
Podle § 1 odst. 2 příslušného zákona přešel veškerý v Československu se nacházející nemovitý majetek zemědělský, lesní, rybniční, průmyslový, obchodní a živnostenský (v to počítaje všechny budovy a zámky s jejich zařízením, se všemi právy i závazky), dále živý i mrtvý inventář se zásobami a konečně veškeren provozní kapitál Josefa Adolfa knížete ze Schwarzenbergů, Jana knížete ze Schwarzenbergů a dr. Adolfa Schwarzenberga k 13. srpnu 1947 ex lege na zemi Českou, a to bez náhrady. Vlastníkům ale měl být, jak s tím počítal § 5 odst. 2, zemí Českou poskytnut zaopatřovací důchod ve výši, kterou určí vláda.
Celková výměra převáděného majetku činila 55 tisíc ha (před pozemkovou reformou po první světové válce majetek rodu přitom dosahoval rozlohy 180 tisíc ha) a kromě jiného zahrnovala hrad a zámek Český Krumlov, zámek Hluboká, zámek Třeboň a Schwarzenberský palác v Praze.
Schwarzenbergové v meziválečné i válečné době aktivně vystupovali proti nacismu. Adolf Schwarzenberg ostatně spolufinancoval výstavbu československého opevnění a štědře finančně podporoval Benešovu exilovou československou vládu. Důvodem poválečné konfiskace tedy nebyla spolupráce s nacisty, neboť majetek Adolfa Schwarzenberga v Německu, Rakousku a Protektorátu Čechy a Morava již roku 1940 zabavilo gestapo a na všechny podniky byla uvalena nucená německá správa. Sám Adolf Schwarzenberg od roku 1939 pobýval v exilu. 
Roku 1945 československé orgány na rodinný majetek Adolfa Schwarzenberga uvalily nucenou správu. Stalo se tak na základě dekretů prezidenta republiky č. 12 z 21. června 1945 a č. 108 z 25. října 1945, jimiž se zabavoval nemovitý a zemědělský majetek osob německé a maďarské národnosti.   
Roli mohl hrát i obrovský rozsah majetku a koncentrace v rukách jediného majitele. Důvodem, proč byl majetek vyvlastněn jako celek, a ne pouze částečně, bylo příkladné fungování. Vedle znárodněných podniků, připravovaných JZD a dalších podobných, levicí, především komunisty prosazovaných aktivit, by bylo údajně výborné fungování soukromého schwarzenberského hospodářského majetku nepříjemnou konfrontací.
Uváděnými důvody byl kromě faktu velikosti majetku jeho vznik v době monarchie a německý původ Schwarzenbergů, třebaže ti měli československé a švýcarské občanství (dvojí občanství v Československu ale nebylo povoleno). V rámci parlamentního projednávání bylo dále zmíněno nevyjasněné postavení Adolfa Schwarzenberga z hlediska tzv. Benešových dekretů, když byl v roce 1930 za své nepřítomnosti při sčítání lidu přihlášen k německé národnosti; jakož i potřeba odčinění křivdy, kterou páchali Schwarzenbergové na této jihočeské oblasti od toho okamžiku, kdy se spojili na pomoc s císařem Zikmundem proti jihočeským Husitům.
Zákon je výjimečný především tím, že postihuje konkrétní osoby způsobem, vysvětlovaným rozhodnutím československého lidu o cestě k socialismu, obtížně však akceptovatelným z hlediska tradičních právnických principů, respektujících nedotknutelnost vlastnictví a úlohu zákona jako obecného normativního právního aktu, kterého by nemělo být užíváno k úpravě právních vztahů konkrétně identifikovaných jednotlivců.[zdroj?]
Po roce 1989 Alžběta Pezoldová (roz. Schwarzenbergová; praneteř výše uvedeného Adolfa) usilovala před českými soudy o restituci uvedeného majetku. Její žádosti ale Městský soud v Praze v letech 1994 a 1995 zamítl. Stejně postupoval i Ústavní soud České republiky. Evropská komise pro lidská práva roku 1996 pak dospěla k rozhodnutí, že nárok je nepřijatelný. Jistého úspěchu Alžběta Pezoldová dosáhla pouze ve věci žádosti o navrácení Schwarzenberské hrobky, kdy český ústavní soud počátkem roku 2009 rozhodl, že zabavení hrobky představovalo porušení práva na ochranu rodinného života. Nicméně Krajský soud v Českých Budějovicích o rok později pravomocně rozhodl, že hrobka v Domaníně u Třeboně a zhruba 20 ha přilehlých pozemků zůstane ve vlastnictví České republiky.
Komunista Vojtěch Filip, právník, poslanec KSČM její předseda v letech 2005 až 2021, se v roce 2003 o tomto předpisu vyjádřil v tom smyslu, že se jedná o darovací smlouvu převedenou do zákona. Ačkoli se o darování majetku za určitých podmínek vskutku vyjednávalo, byl tento zákon explicitně přijat proti těmto jednáním a bez přihlédnutí k dojednávaným podmínkám.[zdroj?]